# Fort Rammekens
Fort Rammekens est un fort maritime construit au XVIe siècle situé à Ritthem à l'est du port néerlandais de Flessingue, sur l'île de Walcheren, dans la province de Zélande, aux Pays-Bas. Il est considéré comme l'une des plus anciennes fortifications côtières subsistantes en Europe de l'ouest,.

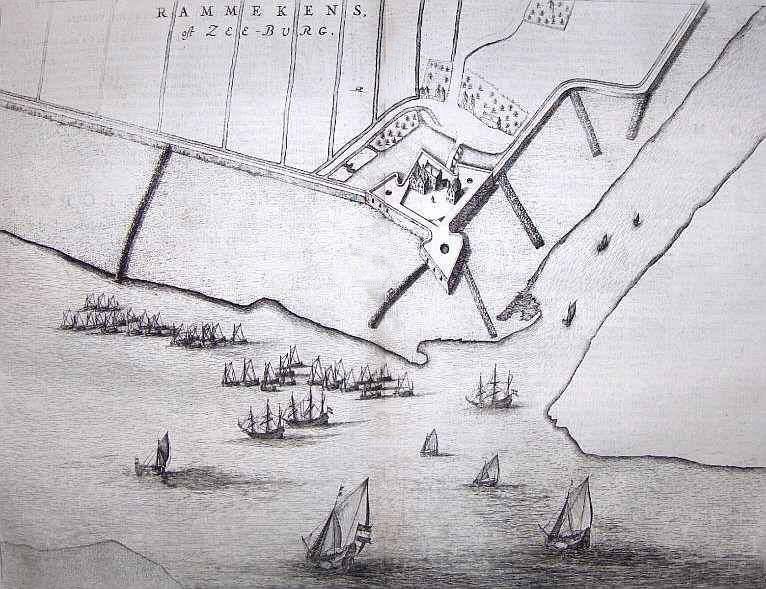
Plan de Fort Rammekens en 1651.

Afin de protéger les ports de Middelbourg, Flessingue et Anvers, Marie de Hongrie, sœur de Charles Quint et régente des Pays-Bas espagnols, décide la construction d'une forteresse à la pointe sud-est de l'île de Walcheren. La réalisation en est confiée à l'architecte italien Donato de Boni di Pellizuoli, utilisant le tracé à l'italienne. La porte du fort est un exemple unique de la Renaissance italienne aux Pays-Bas.

## Histoire
Position stratégique, le fort est un enjeu important de la guerre de Quatre-Vingts Ans et il est conquis à plusieurs reprises entre 1566 et 1575. La reddition de Middelbourg le 8 février 1574 est signée à Fort Rammekens entre le général espagnol Cristobal de Mondragón et Guillaume le Taciturne. Entre 1585 et 1616, le Fort Rammekens devient une possession anglaise : le fort est échangé pour trente ans avec Flessingue et Brielle contre 7 000 hommes envoyés par Élisabeth Ire pour soutenir les Provinces-Unies.
La rade du Fort Rammekens, appelée Vlacke, sert d'abri pour les navires de commerce, notamment ceux de la compagnie néerlandaise des Indes orientales, basée à Flessingue, pour attendre des vents favorables pour prendre la mer. Obsolète, le fort est désarmé et transformé en hôpital par la compagnie en 1787.

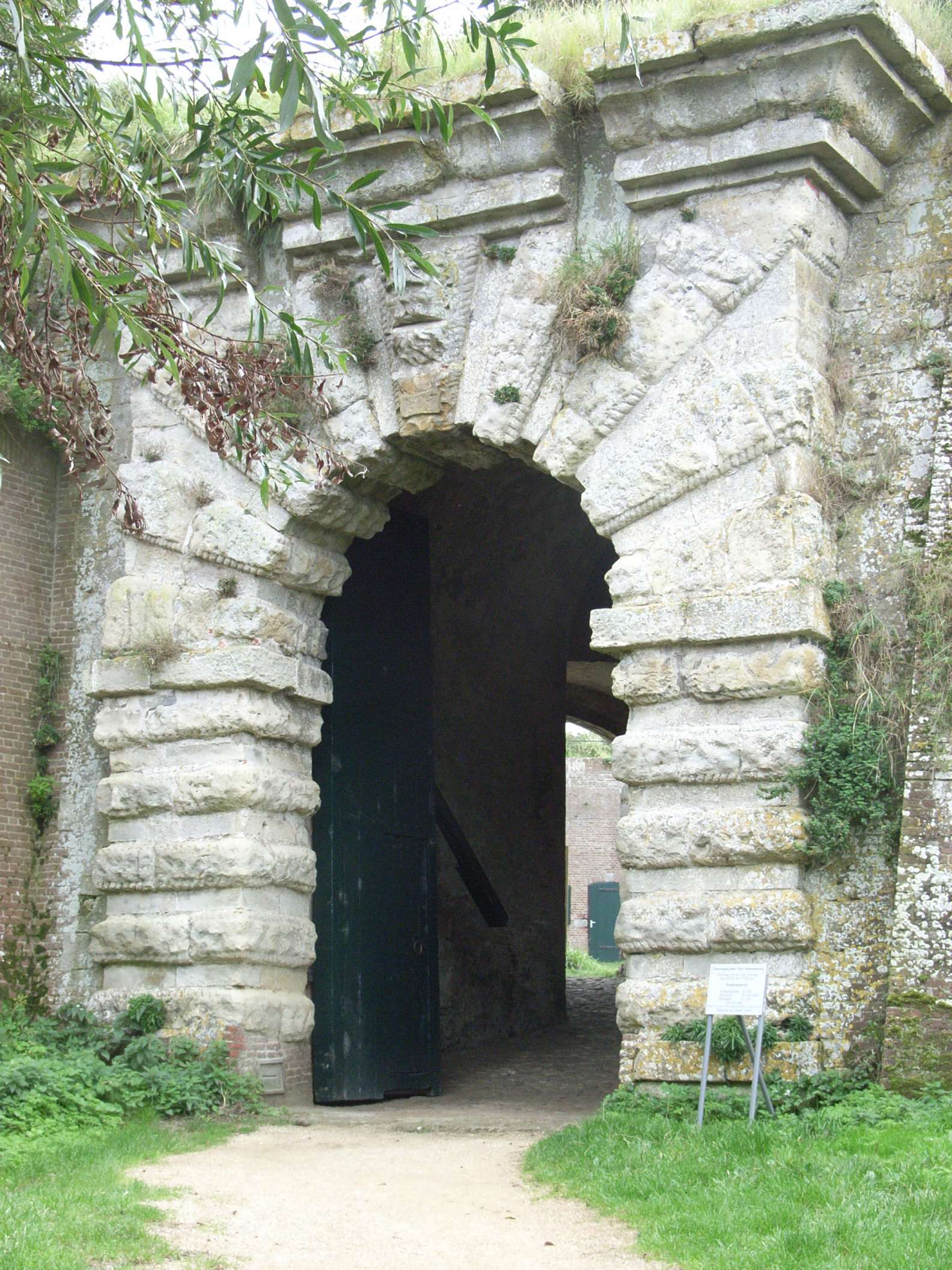
Porte d'entrée de Fort Rammekens.

Après l'expédition britannique à Walcheren en 1809, Napoléon décide de mieux protéger l'île et d'importants travaux sont réalisés sur le fort : de nouveaux bastions sont construits et de nouveaux fossés sont creusés pour protéger le côté terrestre du fort. Des casemates sont construites sur les murs extérieurs pour abriter l'artillerie.
Le fort est désarmé en 1867, en même temps que les autres fortifications de Flessingue. Il sert alors de poudrière. Pendant la bataille de l'Escaut, à l'automne 1944, Fort Rammekens est légèrement bombardé.
Le fort est en ruine et sert de réserve naturelle. Il est désormais séparé de la mer par une digue. Le site est inscrit aux monuments historiques néerlandais. Il bénéficie d'une restauration à partir de 2012 et fait désormais l'objet de visites.

## Littérature
- Karl Kiem, Die Baugeschichte der Festung Rammekens. Berlin 1982 (Mémoire de fin d'études TU Berlin, tapuscrit).
- Karl Kiem, "Rammekens, eine frühe Bastionärfestung in den Niederlanden (De Boni, ab 1547", in: architectura, Zeitschrift für die Geschichte der Baukunst, 1987, nr. 1, p. 67–75.